# Sadok (Gawin)
Sadok – część wsi Gawin w Polsce, położona w województwie kujawsko-pomorskim, w powiecie włocławskim, w gminie Chodecz.
W latach 1975–1998 Sadok administracyjnie należał do województwa włocławskiego.